# 포렝바비엘카 (리마노바군)
포렝바 비엘카 (폴란드어: Poręba Wielka)는 폴란드 마워폴스카주 리마노바군에 위치한 마을로, 인구는 2426명(2022년 기준)이다. 포렝바 비엘카에 고르찬스키 국립공원 (폴란드어: Gorczański Park Narodowy)과 테르므 고르체 (폴란드어: Termy Gorce)란 온천 수영장도 있다. 폴란드 작가인 브와디스와프 오르칸 (폴란드어: Władysław Orkan)은 1875년 11월 27일에 포렝바 비엘카에서 태어났다.  